# عباس شومان
عباس عبد اللاه عباس شومان (5 سبتمبر 1961 - ) هو عالم دين مسلم مصري، وأستاذ الشريعة الإسلامية بجامعة الأزهر، والمشرف العام على الفتوى بالأزهر الشريف، ولد في 5 سبتمبر 1961 بقرية شطورة، مركز طهطا، محافظة سوهاج في صعيد مصر، شغل منصب أمين عام هيئة كبار علماء الأزهر في المدة من 2013 حتى 2015، ومنصب وكيل الأزهر في المدة من 2013 وحتى 2018.

## المؤهلات العلمية
حصل عباس شومان على ثلاثة درجات علمية من جامعة الأزهر هي:
- درجة الإجازة العالية في الدراسات العربية والإسلامية مع مرتبة الشرف سنة 1985.
- درجة التخصص في الشريعة الإسلامية مع مرتبة الشرف سنة 1991.
- درجة العالمية في الفقه مع مرتبة الشرف سنة 1994.

## مؤلفاته
- عصمة الدم والمال في الفقه الإسلامي، ط1 1996م، ط2 1998م.
- العلاقات الدولية في الشريعة الإسلامية، ط1، ط2 1996م.
- إجهاض الحمل في الفقه الإسلامي، 1998م.
- أحكام الصيام، 2002م.
- الحج والعمرة، هدية مجلة الأزهر، ذو القعدة 1439 هـ / أغسطس 2018م.
- أحكام الصيام في شريعة الإسلام، هدية الأزهر، رمضان 1442 هـ، / مايو 2021م.
- تحقيق من كتاب التجريد في المسائل الخلافية للإمام القدوري، غير منشور.